# إريم (شركة)
إريم (بالإنجليزية: Irem)‏ (باليابانية: アイレム) ، وتنطق آيريمو باليابانية، هي شركة يابانية لصناعة ألعاب الفيديو وتطويرها، وتقع مقرها في اليابان.